# Unai Vencedor
Unai Vencedor Paris  (Bilbao, 15 november 2000) is een Spaans voetballer die bij voorkeur als middenvelder speelt. Hij speelt bij Athletic Bilbao.

## Clubcarrière
Athletic Bilbao haalde Vencedor in 2017 weg bij Santutxu. In 2018 debuteerde hij voor Bilbao Athletic, het tweede elftal van Athletic Bilbao. In december 2018 tekende de Bask een contractverlenging tot 2023. Op 16 februari 2020 debuteerde hij in de Primera División tegen CA Osasuna.